# بيير بيارد
بيير بيارد (مواليد سنة 1954) (بالفرنسية: Pierre Bayard)‏ هو كاتب فرنسي ومحلل نفسي وأستاذ الأدب بجامعة باريس 8.
عُرف بكتابه «كيف نتحدث عن الكتب التي لم نقرأ؟» حيث يعدُّ من أكثر الكتب مبيعا في فرنسا.

## روابط خارجية
- بيير بيارد على موقع IMDb (الإنجليزية)

- "Books we have never read" (review) نسخة محفوظة 15 يناير 2008 على موقع واي باك مشين.
- "L'Affaire du chien" (review)
- بيار بيارد: اللعب على تخوم الكتابة